# Hulubești, Botoșani
Hulubești (până în 1942 Hliboca) este un sat în comuna Pomârla din județul Botoșani, Moldova, România.
 Acest articol despre o localitate din județul Botoșani este deocamdată un ciot. Puteți ajuta Wikipedia prin completarea lui.

1. ↑  Codul general al României: (Codurile, legile și regulamentele în vigoare) Întocmit după textele oficiale, Volumul 30,Partea 1